# The Inbetweeners 2
The Inbetweeners 2 es una película cómica del 2014 y secuela de The Inbetweeners Movie, basada en la serie de televisión The Inbetweeners. Fue escrita y dirigida por los creadores de la serie, Damon Beesley y Iain Morris. Es protagonizada por Simon Bird, Joe Thomas, James Buckley y Blake Harrison. En entrevistas, los escritores de la película y los actores dijeron que sería el fin de la serie.
Fue estrenada el 6 de agosto de 2014 en Reino Unido y en Irlanda, con una recepción positiva por parte de los críticos. Con una recaudación mayor a los £33.3 millones, fue una de las películas británicas que más recaudó en el 2014. El 21 de agosto fue estrenada en Australia con una recepción mixta.

## Sinopsis
La película tratra sobre cuatro amigos de secundaria que se encuentran de nuevo para unas vacaciones en Australia.

## Elenco
- Simon Bird como Will McKenzie.[5]

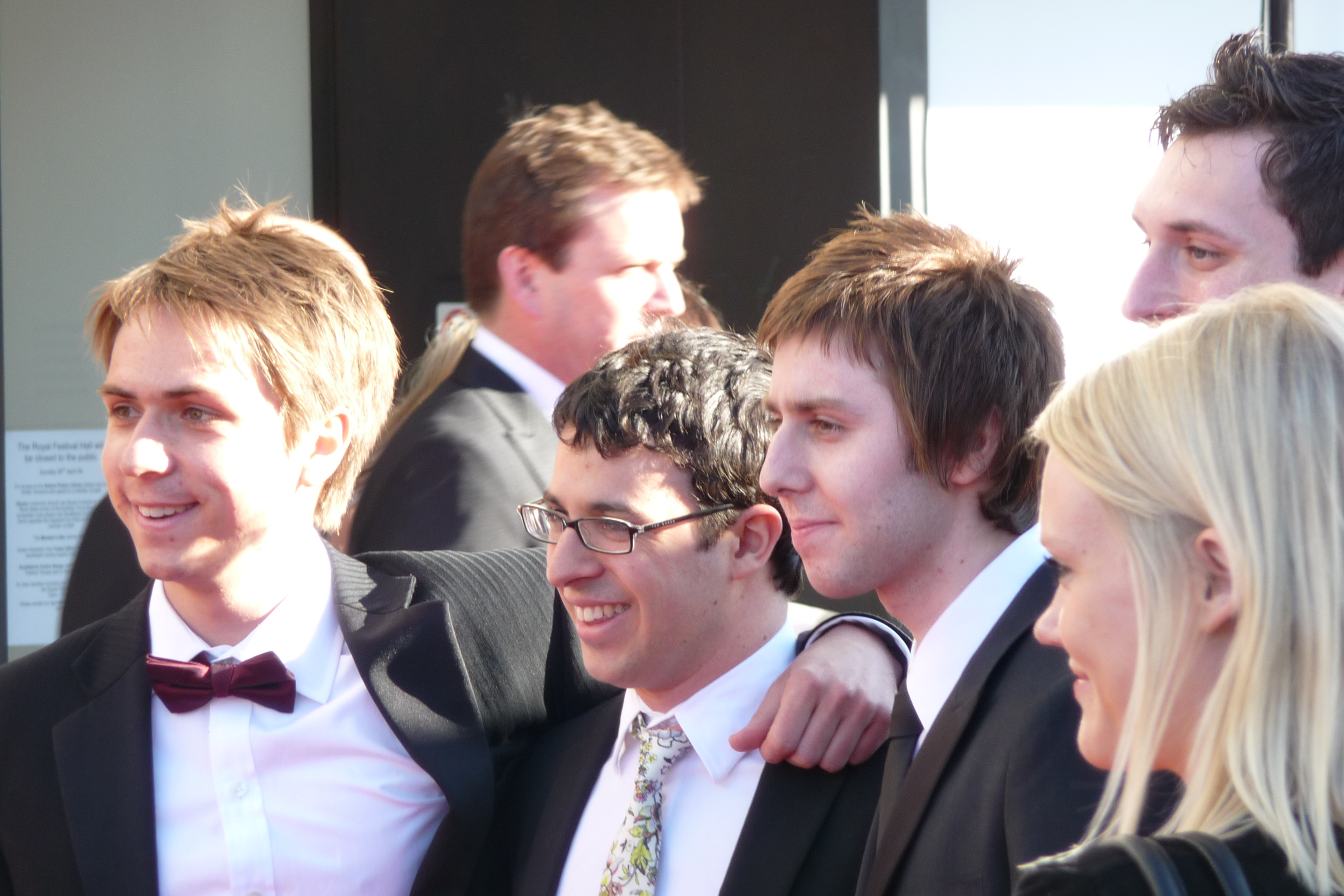
Desde la izquierda a la derecha: Joe Thomas, Simon Bird, James Buckley y Blake Harrison

- James Buckley como Jay Cartwright.[5]
- Blake Harrison como Neil Sutherland.[5]
- Joe Thomas como Simon Cooper.[5]
- Emily Berrington como Katie Evans.
- Belinda Stewart-Wilson como Polly McKenzie.[5]
- Tamla Kari como Lucy.
- Freddie Stroma como Ben Thornton-Wild.
- Lydia Rose Bewley como Jane.
- David Schaal como Terry Cartwright.
- Alex MacQueen como Kevin Sutherland.
- Martin Trenaman como Alan Cooper.
- Robin Weaver como Pamela Cooper.
- Greg Davies como Sr. Phil Gilbert
- Oliver Johnstone como Kristian.
- Susan Wokoma como Della.
- Brad Kannegiesser como Jasper.
- David Field como el tío Bryan (sin créditos).

Las escenas de Daisy Ridley fueron sacadas de la versión final.

## Producción

### Orígenes
Aunque originalmente se intentó que sea el fin de la serie de televisión, la popularidad inesperada de The Inbetweeners Movie llevó a la posibilidad de una secuela. Estos rumores empezaron en septiembre de 2011, mientras la película seguía en los cines, y fue negado por los escritores y actores. Por ese tiempo, el productor Christopher Young reconoció la posibilidad de otra película basada en la serie. Los actores tenían emociones mixtas con respecto a hacer una secuela. 
Iain Morris recibió inspìración de la película de sus propias experiencias como un estudiante de intercambio de secundaria en Australia.

### Desarrollo
El 21 de agosto de 2012, se anunció que se estaba haciendo una secuela. El 8 de noviembre, se anunció por los creadores de la serie Morris y Beesley que se estaba escribiendo un guion. El 1 de mayo de 2013, se anunció que se estaba planeando una secuela posiblemente ambientada en Australia y sería estrenada en el 2014.
El 2 de agosto de 2013, se confirmó la secuela, para un estreno en agosto de 2014. La página de Facebook de la serie reveló el 15 de marzo de 2014 que la secuela sería estrenada el 6 de agosto de 2014.
El 9 de mayo de 2014, se estrenó el primer tráiler. El 18 de junio, se estrenó un segundo tráiler en la página oficial de Facebook.

### Filmación

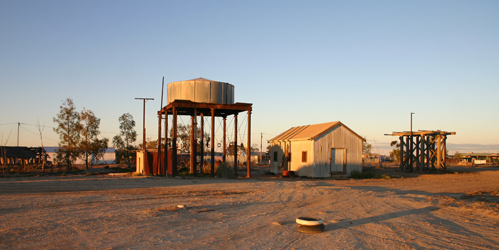
Foto donde partes de la película fueron filmadas.

La filmación comenzó en Australia el 7 de diciembre de 2013, antes de trasladarse a Reino Unido en enero de 2014. Parte de la película fue filmada en Marree, South Australia.
Ben Palmer, el director de la primera película de Inbetweeners, estaba involucrado con la película Man Up, así que Morris y Beesley dirigieron The Inbetweeners 2. 

## Estreno
La película se estrenó en la Plaza Leicester, Londres el 5 de agosto de 2014. Asistieron Beverly Knight y Union J. En Australia fue distribuida por Roadshow Entertainment y estrenada el 21 de agosto. La misma compañía estrenó la película en Nueva Zelanda una semana después.

### DVD
La película fue estrenada en DVD y Blu-ray en Reino Unido el 1 de diciembre de 2014.

## Recepción

### Taquilla
La película recaudó £2.75 millones en su primer día el 6 de agosto de 2014. Al final de su primer fin de semana, llegó a £12.5 millones.
A partir del 12 de octubre de 2014, la película había recaudado $55,652,783 en el Reino Unido, $6,598,273 en Australia, y $473,316 en Nueva Zelanda.

## Recepción
En Rotten Tomatoes, tiene un puntaje de 5.8/10.